# 阿尔茨河畔阿尔滕马克特
阿尔茨河畔阿尔滕马克特是德国巴伐利亚州的一个市镇。总面积26.11平方公里，总人口4225人，其中男性2065人，女性2160人（2011年12月31日），人口密度162人/平方公里。